# SRF zwei
SRF zwei é um canal de televisão da Suíça.